# Centre international de recherche agricole dans les zones arides
Le Centre international de recherche agricole dans les zones arides (ICARDA) (de l'acronyme en anglais : International Center for Agricultural Research in the Dry Areas), est l'un des quinze centres de recherche membres du Groupe consultatif pour la recherche agricole internationale.

## Historique
Créé en 1977, sa station principale et ses bureaux se trouvent à Alep en Syrie. En 2012, le centre se relocalise à Beyrouth en partenariat avec le ministère libanais de l'agriculture.
À la fin des années 1990, des chercheurs de l'ICARDA engagent des programmes de phytosélection participative avec des agriculteurs dans les zones de pluies peu productives du Maroc, de la Syrie et de la Tunisie. En Syrie, les variétés d'orge sélectionnées au champ par les agriculteurs ont donné des résultats supérieurs aux variétés qui avaient été sélectionnées en station, dans des conditions et des environnements très différents des conditions réelles, souvent difficiles, de cultures. Devant ce succès le dispositif a été étendu à d'autres cultures ainsi qu'à d'autres pays.